# Javiera Contador
Javiera Isabel Contador Valenzuela (née le 17 juin 1974 à Santiago du Chili), est une actrice, présentatrice de télévision et productrice[réf. souhaitée] chilienne.

## Cinéma

### Comme actrice
- 1998 : El entusiasmo : Isabel (Voix)
- 2000 : Smog
- 2002 : Sangre eterna : Animatrice de télévision
- 2008 : Chile Puede : Ana María
- 2011 : Sal : María
- 2013 : El babysitter : Patricia
- 2013 : El ciudadano Kramer : Karen Doggenweiler
- 2015 : Alma : Alma León
- 2017 : Se busca novio... para mi mujer : Natalia Fierro

### Comme productrice
- 2011 : Sal
- 2015 : Alma
- 2017 : Se busca novio... para mi mujer

## Télévision

### Telenovelas
- 1996 : Loca piel (TVN) - Verónica Alfaro
- 1998 : Amándote (Canal 13) - Paulina Valdés
- 1999 : Fuera de Control (Canal 13) - Valentina Cervantes
- 2000 : Sabor a ti (Canal 13) - Antonia Sarmiento
- 2018:  La reina de Franklin (Canal 13) - Yoli

### Séries et Unitares
- 2001 : A la suerte de la olla (Canal 13) - La Pato
- 2002 : Más que amigos (Canal 13) - Claudia
- 2004 : Tiempo final (TVN) - Plusieurs caractères
- 2005 : Viva el teatro (Canal 13) - Plusieurs caractères
- 2006 : La otra cara del espejo (Mega)
- 2006-2008 : Casado con hijos (Mega) - Quena Gómez de Larraín
- 2009 : Experimento Wayapolis (TVN) - Tia Popi (Certains chapitres)
- 2010-2011 : La Colonia (Mega) - Rosa Amunátegui

### Programmes
- 1995-1996 : Cielo X (Vía X) : Animatrice
- 2000-2001 : Video Loco (Canal 13) : Animatrice
- 2001 : El Show de Pepito TV (Canal 13) : Pindi/Plusieurs caractères
- 2001-2002 : Si se la puede gana (Canal 13) : Animatrice
- 2003 : Conquistadores del Fin del Mundo (Canal 13) : Animatrice
- 2003 : Conquistadores de la tarde (Canal 13) : Animatrice
- 2005 : 4 x todas (Cosmopolitan TV)
- 2005 : Celebs (Cosmopolitan TV)
- 2005 : La Ruta del Nilo (TVN) : Animatrice
- 2006 : La Ruta de Oceanía (TVN) : Animatrice
- 2008-2009 : La Liga (Mega) : Animatrice
- 2009-2013 : Mucho gusto (Mega) : Animatrice
- 2009 : La muralla infernal (Mega) : Animatrice
- 2009 : Vive Sudáfrica (Mega) : Animatrice
- 2013 : Desfachatados (Mega) : Plusieurs caractères
- 2013 : Buenos días a todos (TVN) : Animatrice de "Mi hogar, mi felicidad"
- 2014 : Super estrellas (Chilevisión) : Animatrice
- 2014 : Locos por el Mundial (Chilevisión) : Animatrice
- 2014 : La mañana de Chilevisión (Chilevisión) : Animatrice remplacement
- 2016 : Buenos días a todos (TVN) : Animatrice
- 2016 : Festival del Huaso de Olmúe (TVN) : Juge
- 2016 : Kamaleón, el show de Kramer (TVN) : Elle-même (invitée)
- 2016 : Javiera & Astorga (TVN) : Animatrice
- 2016-2017 : Muy buenos días (TVN) : Animatrice

## Théâtre
- Tristán e Isolada
- Habitación 777
- Chile fertil provincia
- El virus
- ¿Quién dijo que los hombres no sirven para nada?
- Brujas (directrice)
- Tape
- Entiéndemetuamí (directrice)
- Te Amo y Te Odio Por Completo (directrice)
- El Hijo de la Peluquera (directrice)
- La Familia Ante Todo (directrice et actrice)
- Miss Patria : candidat Mapuche
- Él cuando quiere...ellas cuando pueden (actrice)

## Publicité
- 2012-présent : Abcdin : Protagoniste du commercial avec Stefan Kramer (2012-2015) et Fernando Godoy (depuis 2015)